# Classe City (navire cuirassé)
Pour les articles homonymes, voir Classe City.
Les canonnières de classe City ou les Pook Turtles pour utiliser leur nom semi-officiel, étaient des navires de guerre destinés à servir sur le fleuve Mississippi pendant la guerre de Sécession. Ils étaient aussi parfois appelés "canonnières Eads". Ces appellations s'appliquent à sept navires de conception uniforme construits à partir de la quille dans les chantiers navals de Carondelet, dans le Missouri, qui appartenaient à James Buchanan Eads de Saint-Louis qui risqua sa fortune pour soutenir l'Union.
Les canonnières de la classe City sont les premiers navires de guerre à cuirasse des États-Unis.
Les canonnières produites par Eads formaient le noyau de la flottille de canonnières de l'Ouest (Western Gunboat Flotilla) de l'armée américaine, qui fut ensuite transférée à la marine américaine et devint l'escadron du fleuve Mississippi. Les canonnières Eads participèrent à presque toutes les actions importantes sur le Mississippi supérieur et ses affluents, depuis leur première utilisation offensive lors de la bataille de Fort Henry jusqu'à la fin de la guerre.

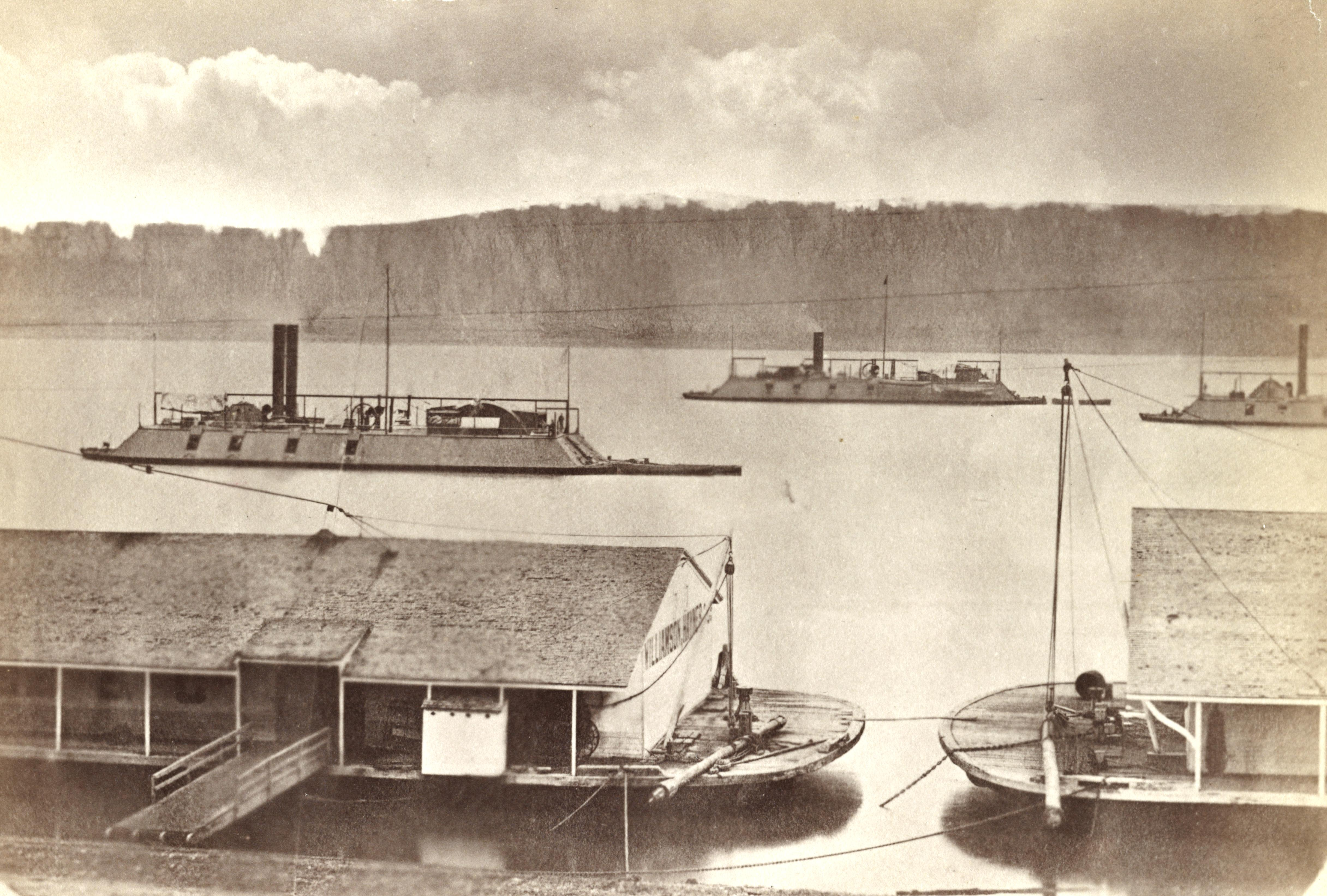
Les cuirassés de Classe City sur l'Illinois

## Les premiers liens entre Eads et le gouvernement américain

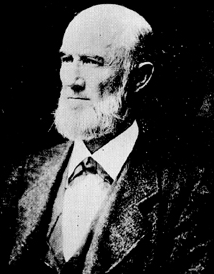
James Buchanan Eads

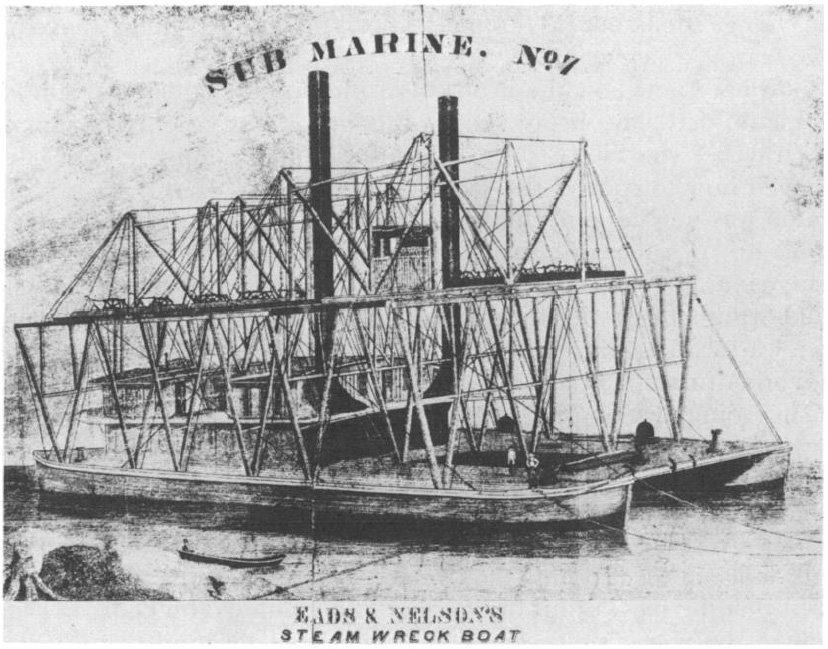
Le Submarine n°7

Au début de la guerre de Sécession, avant qu'il ne soit certain que le mouvement sécessionniste avait été contrecarré à Saint-Louis (Missouri) et que le Kentucky resterait dans l'Union, James B. Eads offrit l'un de ses navires de sauvetage, le Submarine No. 7, au gouvernement fédéral pour qu'il le transforme en navire de guerre destiné à naviguer sur les fleuves de l'ouest du pays. Dans une lettre adressée au secrétaire à la Marine Gideon Welles, il souligne que la coque de type catamaran de son bateau est déjà divisée en plusieurs compartiments étanches et qu'elle peut donc supporter de nombreux coups de l'artillerie ennemie sans risquer de couler. Comme l'intérieur du pays relève de la responsabilité de l'armée et non de la marine, Welles transmet la lettre au secrétaire à la Guerre Simon Cameron, qui la soumet à l'examen du major général des volontaires George B. McClellan, commandant du département de l'Ohio, chargé notamment de la défense du fleuve Ohio et des parties du Mississippi non contrôlées par les Confédérés.
A peu près au même moment où McClellan reçoit la lettre, un officier de marine, le capitaine de frégate (Commander) John Rodgers, est ajouté à son état-major. Rodgers reçoit l'ordre de doter le département de canonnières, soit en acquérant des bateaux civils et en les transformant, soit en les faisant construire à partir de la quille. Comme la lettre d'Eads correspond aux ordres de Rodgers, McClellan lui en confie la responsabilité et l'envoie à Saint-Louis pour consulter Eads et voir si ses idées sont réalisables. Rodgers n'aime pas le Submarine n° 7, mais son évaluation négative est rejetée par le major général John C. Fremont, qui a succédé à McClellan lorsque ce dernier a été appelé à Washington pour occuper le poste de général en chef. Bien que Rodgers se soit opposé à la proposition d'Eads, les deux hommes parviennent à travailler ensemble. C'est le début d'une collaboration éphémère mais fructueuse.

## Canonnières de classe City; tortues Pook

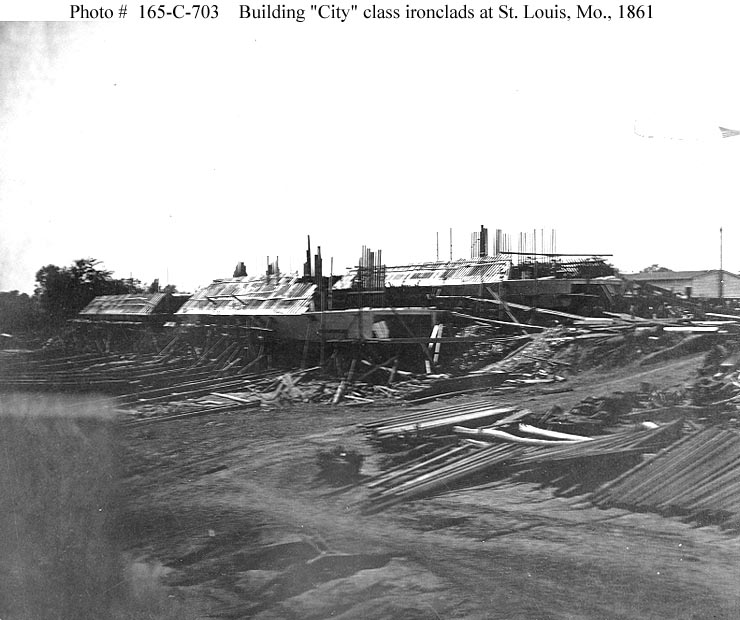
Les canonnières de classe City en construction à St. Louis, Missouri, en 1861.

Conformément aux ordres de Rodgers, ce dernier et Eads élaborent un cahier des charges pour une flotte de canonnières blindées destinées à opérer sur le Mississippi. Rodgers connaît, contrairement à son collègue, les caractéristiques d'un navire de guerre performant. La contribution d'Eads est tout aussi essentielle, car il connaît les caractéristiques des bateaux pouvant naviguer sur le Mississippi, ainsi que la manière de réunir l'industrie nécessaire à leur construction. Ensemble, ils décident que les canonnières doivent avoir un blindage adéquat pour résister aux tirs directs de l'artillerie de l'époque, une vitesse suffisante pour se déplacer à contre-courant, un faible tirant d'eau et suffisamment de canons pour représenter une menace sérieuse et crédible pour l'ennemi. La nécessité de fournir des logements adéquats à l'équipage, qui serait probablement contraint de combattre à l'intérieur de la coque protectrice de l'armure dans la chaleur d'un été austral, n'a pas été mentionnée mais a été bien comprise.
Pour l'aider à concevoir un navire capable de répondre à toutes ces exigences, Rodgers demande l'aide de John Lenthall, chef du Bureau de la construction, de l'équipement et de la réparation du ministère de la Marine. Lenthall fournit quelques plans préliminaires, mais il doit consacrer l'essentiel de son attention aux navires de haute mer et se retire. Heureusement, il est en mesure de fournir un remplaçant. Le ministère de la Marine a déjà sous contrat un homme qui a de l'expérience dans la conception d'embarcations fluviales, Samuel M. Pook, qui travaille à l'époque à Cairo, dans l'Illinois.
Pook conçoit un navire, ou plutôt un ensemble de navires, qui ne mesure que 1,8 mètre et porte 13 canons. Capable de filer 8 nœuds (15 km/h), chaque navire est doté d'un blindage de 64 mm (2,5 pouces) sur les casemates et de la moitié sur la timonerie. Afin de pouvoir transporter les machines permettant de faire avancer ce poids considérable à grande vitesse tout en conservant un faible tirant d'eau, les bateaux devaient être très larges par rapport à leur longueur. La solution de Pook a consisté à doter la coque de trois quilles, la paire extérieure étant un peu plus longue que celle située sur l'axe central. La propulsion était assurée par une seule roue à aubes située à l'extrémité arrière de la quille centrale ; le blindage de la casemate qui était reporté le long des quilles extérieures plus longues offrait aux aubes une certaine protection contre les tirs ennemis provenant de l'avant et du travers, mais pas de l'arrière. Chaque navire achevé avait une longueur totale de 175 pieds (53 m) et une largeur de 51 pieds 2 pouces (15,60 m). Le rapport entre la longueur et la largeur est donc très faible : 3,4. Les casemates ont des côtés inclinés, ce qui rappelle la forme générale du navire confédéré le plus connu de la guerre, le CSS Virginia (exUSS Merrimack). Lorsqu'ils furent enfin mis à l'eau, leur apparence maladroite frappa l'imagination des garçons de ferme qui les virent et les baptisèrent "Pook's Turtles" (tortues de Pook). Ce nom officieux est resté.
C'est Eads qui remporte l'appel d'offres pour la construction de sept bateaux selon le modèle de Pook. Son offre s'élève à 89 600 dollars par navire et il s'engage à les achever pour le 10 octobre 1861. En raison de modifications apportées au projet en cours de construction, la date d'achèvement n'est pas respectée et le coût fait plus que doubler. À la fin du mois de janvier 1862, cependant, tous les navires avaient été livrés à l'armée, où ils furent incorporés dans la flottille de canonnières de l'Ouest (Western Gunboat Flotilla). Les sept canonnières de cette classe portaient le nom de villes situées sur le Mississippi ou ses affluents. Il s'agit des navires suivants : USS Cairo, Carondelet, Cincinnati, Louisville, Mound City, Pittsburg, et St. Louis (rebaptisé par la suite Baron De Kalb). Les quatre premières canonnières d'Eads furent construites à Carondelet Marine Ways (qui fait aujourd'hui partie de Saint-Louis). C'était un choix logique car Saint-Louis disposait des installations de cale sèche, était un centre de machinerie et disposait d'une réserve d'ouvriers qualifiés pour effectuer le travail nécessaire. Plus important encore, comme les canonnières devaient être utilisées sur le fleuve Mississippi, leur construction à Saint-Louis signifiait qu'une fois achevées, les embarcations pouvaient être rapidement mises en service. Nous sommes en 1861 et l'on pense encore que la guerre sera courte. Les trois autres canonnières sont construites dans les installations de Mound City Marine Railway & Shipyard.

## Conception

### L'armement
Des emplacements ont été prévus pour 13 canons. Trois sabords étaient orientés vers l'avant, quatre de chaque côté et deux à l'arrière. Lors de leur première mise en service, l'armement de la plupart des navires de cette classe se composait de six canons de 32 livres et de trois canons Dahlgren de 8 pouces à âme lisse, ainsi que de quatre fusils militaires de 42 livres. Le St. Louis (plus tard le Baron De Kalb), qui disposait de sept canons de 32 livres et de deux Dahlgren de 8 pouces. En outre, certains navires transportaient un seul obusier de bateau de 12 livres qui n'est pas considéré comme faisant partie de l'armement. La composition des canons a été modifiée plus tard au cours de la guerre ; comme cela a été fait de manière irrégulière, se référer aux articles sur les navires individuels.

### Blindage
Le blindage de la casemate avait une épaisseur de 2,5 pouces (64 mm), laminé en plaques de 13 pouces (33 cm) de large et de 8 à 13 pieds (2,4 à 4,0 m) de long. Le poids total du blindage était de 75 tonnes (68 tonnes). La conception initiale de Pook prévoyait un blindage uniquement sur les côtés à côté des moteurs ; le commandant Rodgers étendit cependant le blindage à la casemate avant. La casemate arrière, la coque et le pont non couverts par la casemate ne sont pas protégés[19]. 47 tonnes (43 tonnes) de blindage supplémentaires sont ajoutées à la suite de la bataille de Fort Pillow. Dans le même temps, une protection contre l'éperonnage est apportée aux coques par du ferraillage au niveau des étraves et des poupes.

### Les moteurs

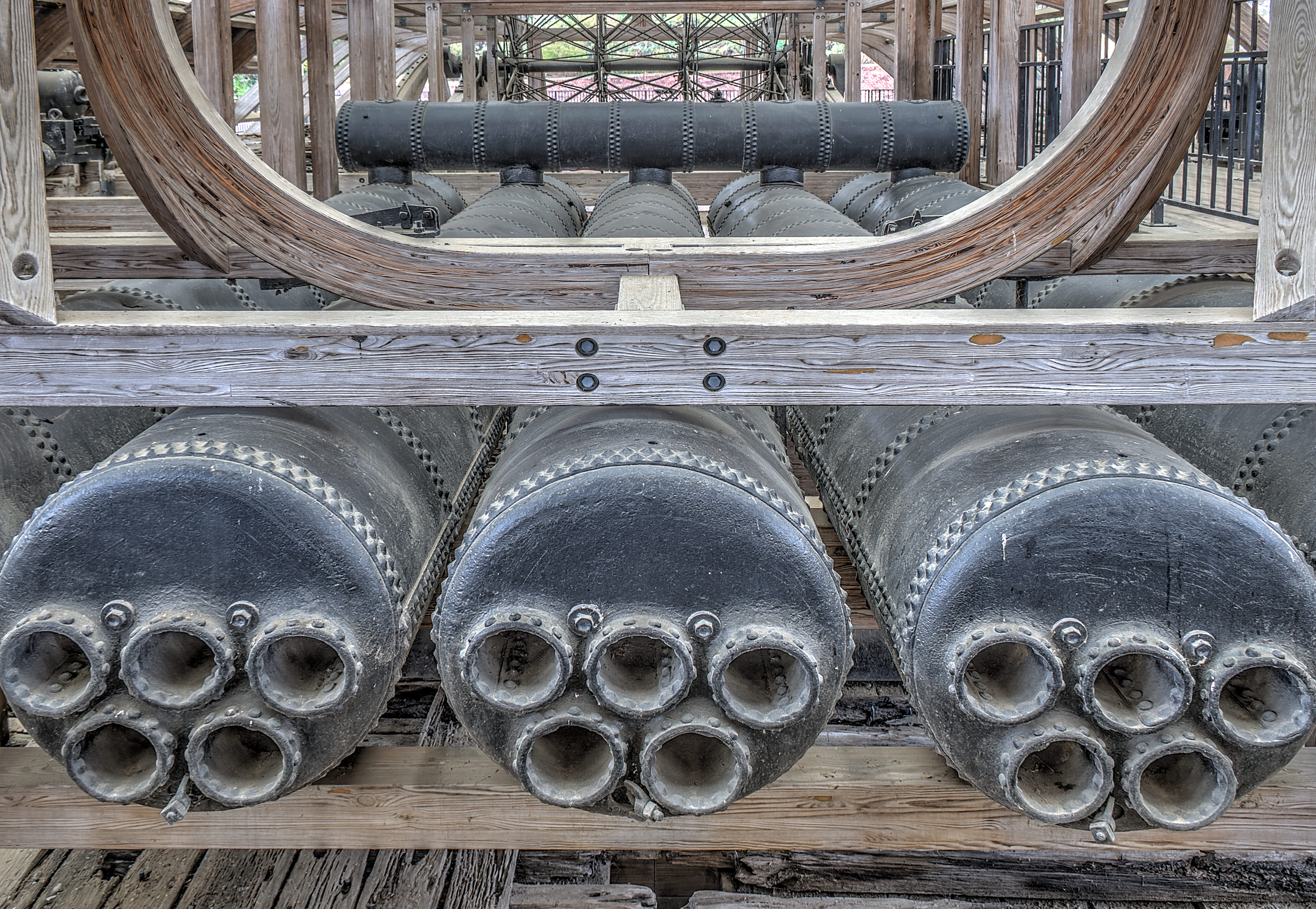
Chaudières restaurées sur l'.

Les moteurs sont conçus par l'ingénieur Thomas Merritt. La roue à aubes de 22 pieds (6,7 m) est entraînée par deux machines à vapeur, montées aux extrémités opposées de l'essieu, à 90 degrés l'une de l'autre. Cinq chaudières de 36 pouces (0,91 m) de diamètre et de 24 pieds (7,3 m) de long alimentent en vapeur un cylindre de 22 pouces (0,56 m) de diamètre avec une course de six pieds (1,8 m).
L'emplacement initial des chaudières s'avère insatisfaisant. Afin de les protéger des tirs ennemis, elles avaient été entassées dans des cales peu profondes, de sorte que les moteurs fonctionnaient à la fois à l'eau et à la vapeur. Pour remédier à ce problème, les tambours à vapeur ont dû être déplacés vers le haut des chaudières. Elles n'étaient donc plus entièrement protégées.

## Batailles et autres opérations auxquelles les canonnières de la classe City ont participé
Après l'achèvement des canonnières, mais avant que leurs équipages ne soient complétés, plusieurs d'entre elles furent poussées en avant dans la bataille de Fort Henry, le 6 février 1862. Les canonnières impliquées subirent quelques dommages mineurs au combat, mais elles remportèrent une victoire complète sans l'aide de l'armée,. Leur succès à Fort Henry engendra des opinions exagérées quant à leur efficacité, qui furent réduites à néant seulement une semaine plus tard. Lors de la bataille de Fort Donelson, le 14 février 1862, quatre canonnières bombardent le fort et essuient des tirs de riposte. Les quatre canonnières sont mises hors d'état de nuire en raison des dégâts qu'elles ont subis, bien que leur blindage ait permis de minimiser les pertes,.
Deux canonnières jouent un rôle essentiel en aidant l'armée à bloquer la fuite de la garnison confédérée lors de la bataille d'Island Number Ten (bataille de l'île numéro dix), le 7 avril 1862. En passant devant les canons confédérés à la faveur de l'obscurité, elles donnent le premier exemple de la nouvelle tactique consistant à contourner les fortifications fixes. La garnison de l'île n° 10 se rend à la flottille de canonnières,.
Après la prise de l'Island No. 10 (île n° 10) et de New Madrid (Missouri), la cible suivante est Fort Pillow, en amont de Memphis. Le bombardement au mortier du fort commence le 14 avril 1862 et se poursuit jusqu'au 4 juin 1862. Les canonnières protégeaient les mortiers des contre-attaques confédérées. L'une de ces contre-attaques, la bataille de Plum Point Bend, le 10 mai 1862, prit la flottille au dépourvu face à l'assaut des béliers rebelles. Deux des canonnières sont gravement endommagées et n'évitent le naufrage qu'en s'échouant dans des hauts-fonds,.
Les canonnières sont justifiées moins d'un mois plus tard, lorsqu'elles rencontrent à nouveau les béliers confédérés. Alors qu'à Plum Point Bend, elles étaient entrées dans la bataille une par une, elles formaient cette fois une force unifiée prête au combat. Lors de la bataille de Memphis, le 6 juin 1862, quatre des canonnières de la classe City font partie de la flottille qui détruit une force de huit béliers confédérés, en coulant ou en capturant sept de la flotte ennemie. Les canonnières ne subissent aucun dommage dans ce qui est la bataille navale la plus déséquilibrée de la guerre,.
Deux canonnières de City font partie des navires qui accompagnent l'armée lors d'une expédition en Arkansas le long de la White River. Charles, Arkansas, tire un coup de feu qui pénètre dans la casemate de l'USS Mound City et fait exploser son tambour à vapeur. La vapeur qui s'échappe tue ou ébouillante la quasi-totalité de l'équipage. Ce tir fortuit conduit bientôt à l'abandon de l'expédition[30].
La flottille de canonnières de l'Ouest (Western Gunboat Flotilla) rencontra l'escadron de blocage du Golfe occidental (West Gulf Blockading Squadron) à Vicksburg (Mississippi) le 1er juillet 1862, où les deux flottes tentèrent en vain de capturer la ville avec un soutien symbolique de l'armée. Le 17 juillet 1862, le CSS Arkansas blindé rencontra l'USS Carondelet et deux autres navires sur la rivière Yazoo. Le Carondelet est désemparé, son gouvernail ayant été détruit par une balle, et il s'échoue. Le Arkansas poursuit sa route sur le Mississippi, où il croise le reste de la flottille de canonnières et l'escadron du Golfe occidental (West Gulf Squadron),.
Les canonnières, qui font désormais partie de l'escadron de la marine pour le fleuve Mississippi (Mississippi River Squadron), coopèrent avec l'armée dans la campagne de prise de Vicksburg, mieux soutenue, à la fin de l'année 1862. Lors d'une mission de reconnaissance sur la rivière Yazoo le 12 décembre 1862, le USS Cairo heurte deux "torpilles" (aujourd'hui appelées mines) et coule, sans perte de vie. Le 27 décembre 1862, quelques canonnières simulent une attaque sur Haynes Bluff, mais échouent dans leur tentative d'attirer les défenses rebelles de Vicksburg. Du 28 au 30 décembre 1862, d'autres canonnières soutiennent l'armée en bombardant les positions confédérées lors de l'assaut avorté de Chickasaw Bayou,. Toujours dans le cadre de la campagne de Vicksburg, une force conjointe armée-marine remonte la rivière Arkansas et attaque Fort Hindman le 11 janvier 1863. La victoire fédérale est due en grande partie à la destruction du fort par les canonnières,.
Afin de contourner certaines des défenses confédérées à Vicksburg, des éléments de l'escadron du Mississippi s'engagent dans deux opérations sur des affluents mineurs de la rivière Yazoo. La première est l'expédition de Yazoo Pass, du 6 février au 12 avril 1863, qui comprend une canonnière City. La seconde, l'expédition de Steele's Bayou, du 14 au 27 mars 1863, en comprend cinq. Les deux expéditions s'avérèrent vaines. La raison principale de cet échec est que les navires n'étaient pas bien adaptés à l'environnement dans lequel ils étaient utilisés,.
Dans la nuit du 16 au 17 avril 1863, une importante force de canonnières, dont quatre canonnières de classe City, passe devant les batteries confédérées sur le Mississippi à Vicksburg. La plupart d'entre elles n'ont subi que des dommages superficiels au cours de leur passage. Le but ultime de ce mouvement était d'aider le général Ulysses S. Grant à traverser le fleuve pour attaquer les défenses par le sud. Les canonnières sont alors engagées, car elles ne peuvent remonter le fleuve tout en étant soumises aux bombardements des batteries côtières ennemies,.
Au départ, Grant prévoit de faire passer son armée de l'ouest à l'est du fleuve à Grand Gulf (Mississippi), juste en dessous de Vicksburg, où les rebelles ont installé deux batteries qu'ils appellent " forts ". Les canonnières de la classe City figurent parmi les navires utilisés pour bombarder les batteries le 29 avril 1863. Si la flotte parvient à réduire au silence la batterie inférieure et à diminuer la cadence de tir de la batterie supérieure, elle ne parvient pas à mettre cette dernière totalement hors d'état de nuire. L'opération est donc considérée comme un échec et Grant doit revoir ses plans pour traverser plus en aval,.
Après que l'armée de l'Union sous les ordres de Grant a réussi à traverser le fleuve et à assiéger Vicksburg du Yazoo au Mississippi, l'escadron du Mississippi complète l'encerclement en contrôlant les fleuves. Aucune action navale notable n'en résulta, mais Grant considérait la contribution de la marine comme un lien vital dans la campagne qui se termina finalement le 4 juillet 1863 par la reddition de la ville et de sa garnison,.
Pendant le siège de Vicksburg, une partie de l'escadre du Mississippi, dont une canonnière de classe City, est détournée vers la Red River pour capturer Alexandria (Louisiane) et attaquer le fort De Russy, situé à proximité, du 4 au 17 mai 1863. La ville tombe sans combat, mais l'attaque du fort se fait en l'air, ses défenseurs ayant fui. Malgré l'absence d'opposition, il aurait fallu trop de temps pour détruire complètement le fort.
Une fois le Mississippi ouvert après la chute de Vicksburg et de Port Hudson, l'activité navale sur le fleuve cesse pratiquement. Durant cette période de calme relatif, l'USS Baron De Kalb (ex-St. Louis) est coulé dans la rivière Yazoo par deux torpilles confédérées le 13 juillet 1863. Une grande partie de l'escadron du Mississippi, y compris les cinq canonnières restantes de la classe City, participe à la campagne malheureuse de la Red River, au cours de laquelle elles sont presque perdues en raison de la baisse du niveau des eaux,. C'est leur dernière action importante.
Les cinq canonnières survivantes sont vendues à la ferraille peu après la fin de la guerre.

## Évaluation des canonnières
La seule évaluation valable d'un navire de guerre est la comparaison avec ses contemporains en termes de fonction. À cette échelle, les canonnières de la classe City doivent recevoir de très bonnes notes, car elles combinaient la puissance de feu, la protection et la mobilité d'une manière que peu de leurs contemporains avaient atteinte. Néanmoins, elles présentaient certains défauts de conception qui auraient dû être corrigés dans les navires ultérieurs de leur type général.
Leur point faible était la coque. Non seulement la coque était facile à pénétrer, mais une fois percée, il n'y avait aucun moyen d'isoler les dégâts, par exemple par des compartiments étanches. Cela les rendait vulnérables aux mines (Cairo et Baron De Kalb) et à l'éperonnage (Cincinnati et Mound City).
Leur blindage est insuffisant à deux égards : le pont et la poupe sont découverts. L'absence de blindage du pont les rendait vulnérables aux tirs plongeants, qu'ils rencontrèrent notamment lors de la bataille de Fort Donelson. Les lacunes dans le blindage laissaient les câbles de direction à découvert, de sorte qu'à Fort Donelson et lors d'autres affrontements, leur direction était mise hors d'état de nuire assez facilement.
À l'instar de tous les autres navires de l'époque, rien n'était prévu pour confiner la vapeur qui s'échappait si les chaudières subissaient des dommages au combat. L'exemple le plus frappant des conséquences néfastes de ce manque de prévoyance est le désastre de Mound City du 17 juin 1862, mais d'autres navires ont souffert de la même manière, voire à un degré moindre.
La construction particulière à trois quilles et l'étroitesse de la roue à aubes créent des problèmes de pilotage souvent négligés. Les canonnières ne pouvaient pas être manœuvrées à contre-courant. Ces caractéristiques de manœuvre ont affecté leur utilisation lors des batailles de l'île numéro dix et de Memphis,.

## Aujourd'hui
L'épave de l'USS Cairo a été localisée en 1956 et a été récupérée. La canonnière et les objets associés sont aujourd'hui exposés dans un musée du parc militaire national de Vicksburg (Vicksburg National Military Park), géré par le National Park Service.

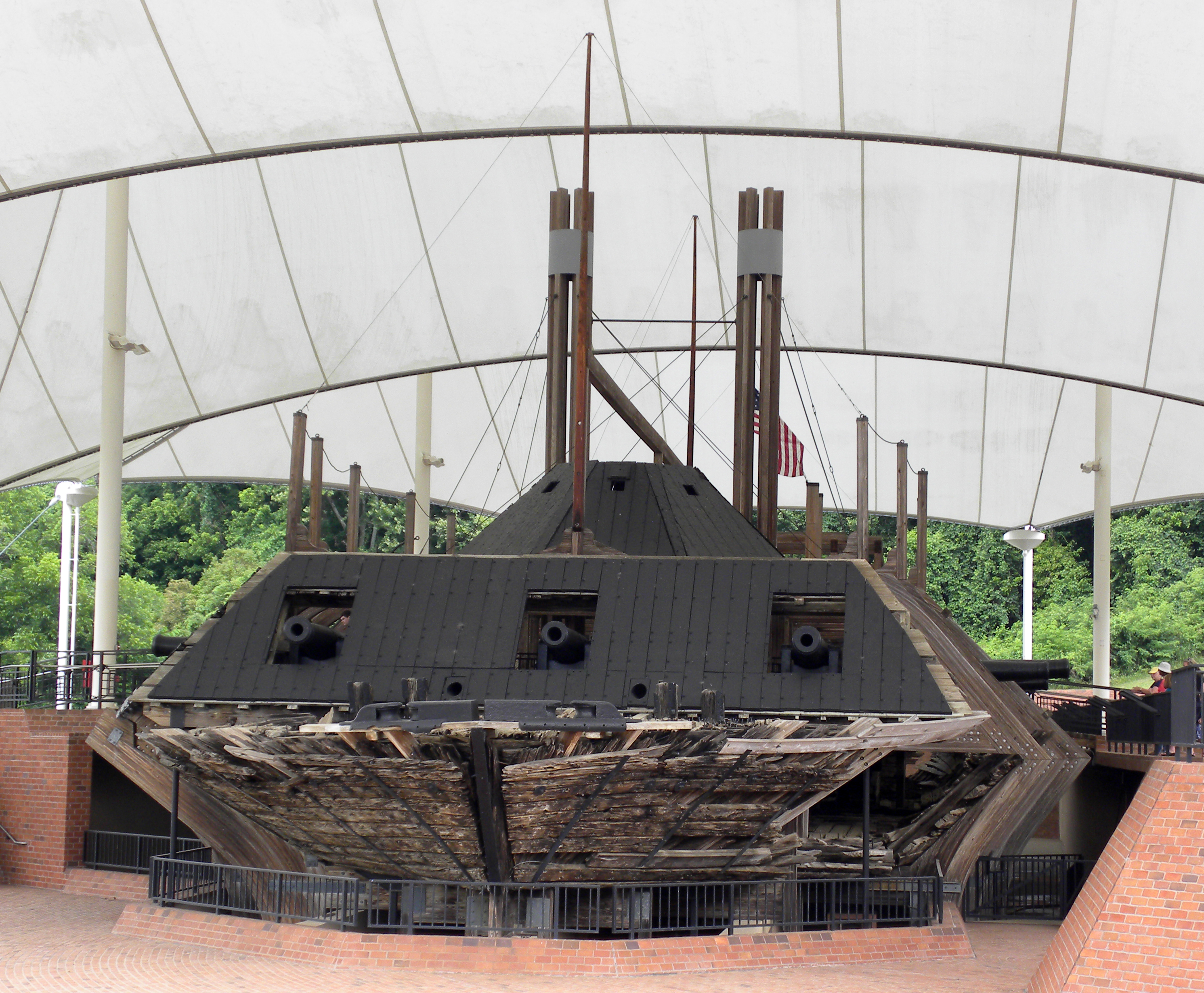
L'USS Cairo dans sa dernière demeure au parc militaire national de Vicksburg. L'auvent que l'on voit ici a été remplacé.

## Source
- (en) Cet article est partiellement ou en totalité issu de l’article de Wikipédia en anglais intitulé « City-class ironclad » (voir la liste des auteurs).